# Paula Dennis
Paula Dennis, pseudoniem van Paula Koper-Hofman (Amsterdam, 20 april 1929 - aldaar 24 december 2016), was een Nederlandstalige zangeres die vooral hits had in de periode 1960-1975. Haar bekendste nummers zijn Ja, was jij maar bij moeder thuis gebleven (1961), een antwoordplaat op Johnny Hoes' Och was ik maar bij moeder thuis gebleven, en Janus, pak me nog een keer (1962), later ook gezongen door Ria Valk. Doordat Valk het lied ook ging zingen, stagneerde de plaatverkoop van Dennis rond 80.000 exemplaren, net te weinig voor een gouden plaat. Andere nummers van Dennis zijn: Weet je wat ik graag zou willen, Je moet geven en nemen, Dat Pietje van jou, Later dan zul je aan mij denken en Een zwarte koets, getrokken door twee paarden.
De zangeres nam ook verschillende singles en een LP op als duo met Sjakie Schram. Beiden stonden onder contract bij Artone.
In de jaren zeventig en tachtig waren zij en haar echtgenoot, Cor Koper, uitbaters van Café Het Hoekje op de Amsterdamse Prinsengracht.
In die periode leidde zij het Enig Onvervalst Jordaan Cabaret, hierin zaten Mien en Jan Froger. Ook Johnny Jordaan heeft een festival mee gedaan. En toen deze niet meer zijn rol kon spelen, is die rol overgenomen door René Froger.
Het Jordaanfestival werd toen in gebouw de Palm gehouden en was een stuk intiemer als dat het nu is geworden.
Paula Dennis had een dochter, Yolanda van Woudenberg, eveneens zangeres, en een zoon die zij Dennis (Koper) noemde, naar aanleiding van haar artiestennaam. Zij was een tante van Willeke van Ammelrooy.
In 2007 bezocht het programma Man bijt hond de inmiddels bejaarde zangeres bij toeval toen een rondgang werd gemaakt voor de rubriek Hond aan Tafel.
Dennis overleed op 24 december 2016.